# Хоничёрч, Леннокс
Леннокс Хоничёрч (англ. Lennox Honychurch ; 27 декабря 1952, Портсмут, Доминика) — историк, антрополог, археолог, эколог, художник, писатель
, журналист, политический и общественный деятель Доминики. Сенатор. Доктор наук.

## Биография
Учился в средней школе Академии Святой Марии. После публикации нескольких работ по истории Доминики получил стипендию для обучения в Оксфордском университете в Великобритании, где получил докторскую степень в колледже Святого Хью. В 1995 году стал доктором наук в области антропологии и музеологии.
В начале 1970-х годов был радиожурналистом, что позволило ему рассказывать местным жителям об истории острова.
Является членом правления и основателем Карибской музейной ассоциации. Сыграл важную роль в создании национального музея Доминики в Розо, отвечал за большую часть музея, консультировал другие музеи и объекты наследия по всему Карибскому региону.
Политик. Член консервативной Доминикской партии свободы (Dominica Freedom Party). В 1975—1979 годах — депутат парламента Доминики — Палаты Ассамблеи Доминики, сенатор.
В 1980—1981 годах был пресс-секретарём правительства Доминики.

## Творчество
Известен своими книгами и статьями про историю острова Доминика. Автор трудов по истории Доминики, включая The Dominica Story («История Доминики»), впервые опубликованную в 1975 году, Dominica: Isle of Adventure («Доминика: остров приключений», 1991), серии из трёх книг под названием The Caribbean People («Карибские люди», 1995), Dominica’s Cabrits , Prince Rupert’s Bay («Залив принца Руперта», 2013), In the Forests of Freedom: The Fighting Maroons of Dominica (« В лесах свободы: сражающиеся мароны Доминики», 2017).
Кроме книг, Л. Хоничёрч опубликовал несколько научных статей и организовал первую международную конференцию, посвящённую доминиканской писательнице Джин Рис (2004).
Будучи экспертом в области истории первых народов Карибского бассейна, собрал много архивных материалов, касающихся контактов между индейцами и африканцами. Его работы посвящены контактам и культурному обмену, которые имели место между коренным народом Калинаго Малых Антильских островов и людьми, прибывшими из Европы и Африки.

## Избранная библиография
- The Dominica Story (1975)
- Dominica: Isle of Adventure (1991)
- Caribbean Camera: A Journey Through the Islands (1992)
- The Caribbean People (three-book series; 1995)
- Dominica’s Cabrits and Prince Rupert’s Bay (2013)
- In the Forests of Freedom: The Fighting Maroons of Dominica (2017)

Л. Хоничёрч — известный художник. Его фрески украшают церкви по всей Доминике, главный почтамт в Розо и национальный музей.

## Награды
- Лауреат Карибской премии Энтони Н. Сабги за выдающиеся достижения в категории «Искусство и литература». (2011)
- Лауреат Премии «Золотой барабан» за сохранение культурного наследия Доминики.
- Награждён Почетной медалью Доминики Сиссеру за вклад в исторические и археологические исследования на острове.